# Tungurahua
Cet article concerne le volcan. Pour la province du même nom, voir Tungurahua (province).
Le Tungurahua est un stratovolcan équatorien en activité de 5 023 mètres d'altitude, situé à cheval entre les provinces de Chimborazo et Tungurahua. En éruption depuis le 5 octobre 1999, son activité éruptive a repris le 28 mai 2010 et connaît à partir du 26 avril 2011 une nouvelle phase explosive.

## Toponymie et culture

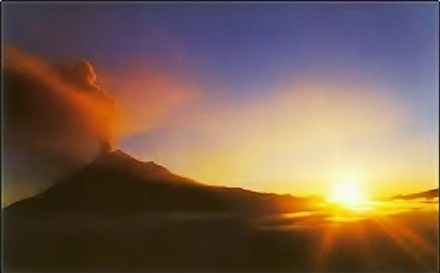
Volcan Tungurahua, à l'aube.

Le nom Tungurahua est probablement issu  du quechua tunguru, « gorge », et rahua, « brûler ». Les indigènes de la Sierra le surnomment Mama Tungurahua qui signifie la « mère Tungurahua » en opposition avec le père qui est considéré comme étant le Chimborazo (Taita Chimborazo) dans la culture quechua. Le volcan porte aussi d'autres surnoms tels que le « géant noir », le « colosse » du fait de sa taille imposante et de ses coulées de lave noire.
Selon la culture indigène,, le Taita Chimborazo et le Cotopaxi étaient des prétendants de la « belle » Tungurahua. Le Cotopaxi attaquait verbalement (nombreuses eruptions) le Chimborazo qui s'est mis en colère. Le Chimborazo remporte le duel, et le cœur de la belle. Ils eurent ensemble le Guagua Pichincha (Guagua signifie « bébé » en quechua). Le bébé Pichincha, héritant de la puissance de son père, démontra sa force en pleurant et provoqua l'ire de sa mère qui s'est mise en colère. Elle est depuis devenue une furie incontrôlable, mais elle forme son bébé à contrôler les sources de puissance.

## Géographie

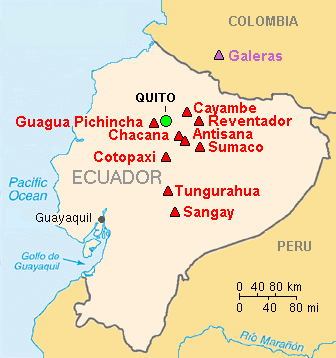
Carte indiquant la position du Tungurahua et d'autres volcans en Équateur

Le Tungurahua (5 023 m) est situé dans la chaîne centrale (cordillère Royale) des Andes en Équateur, 140 km au sud de la capitale Quito. Parmi les autres montagnes aux alentours figurent le Chimborazo (6 267 m) et l'Altar (5 319 m). Il s'élève au-dessus de la ville thermale de Baños (1 800 m), 7 km au nord ; les autres villes les plus proches sont Ambato (30 km au nord-ouest) et Riobamba (30 km au sud-ouest). Le Tungurahua fait partie du parc national Sangay.
Avec ses 5 023 m, le Tungurahua dépasse l'altitude des neiges éternelles (4 900 m à cette latitude). Son sommet est donc recouvert de neige ; il possédait un petit glacier qui a beaucoup souffert de l'augmentation de l'activité volcanique depuis 1999.

## Histoire

### Formation

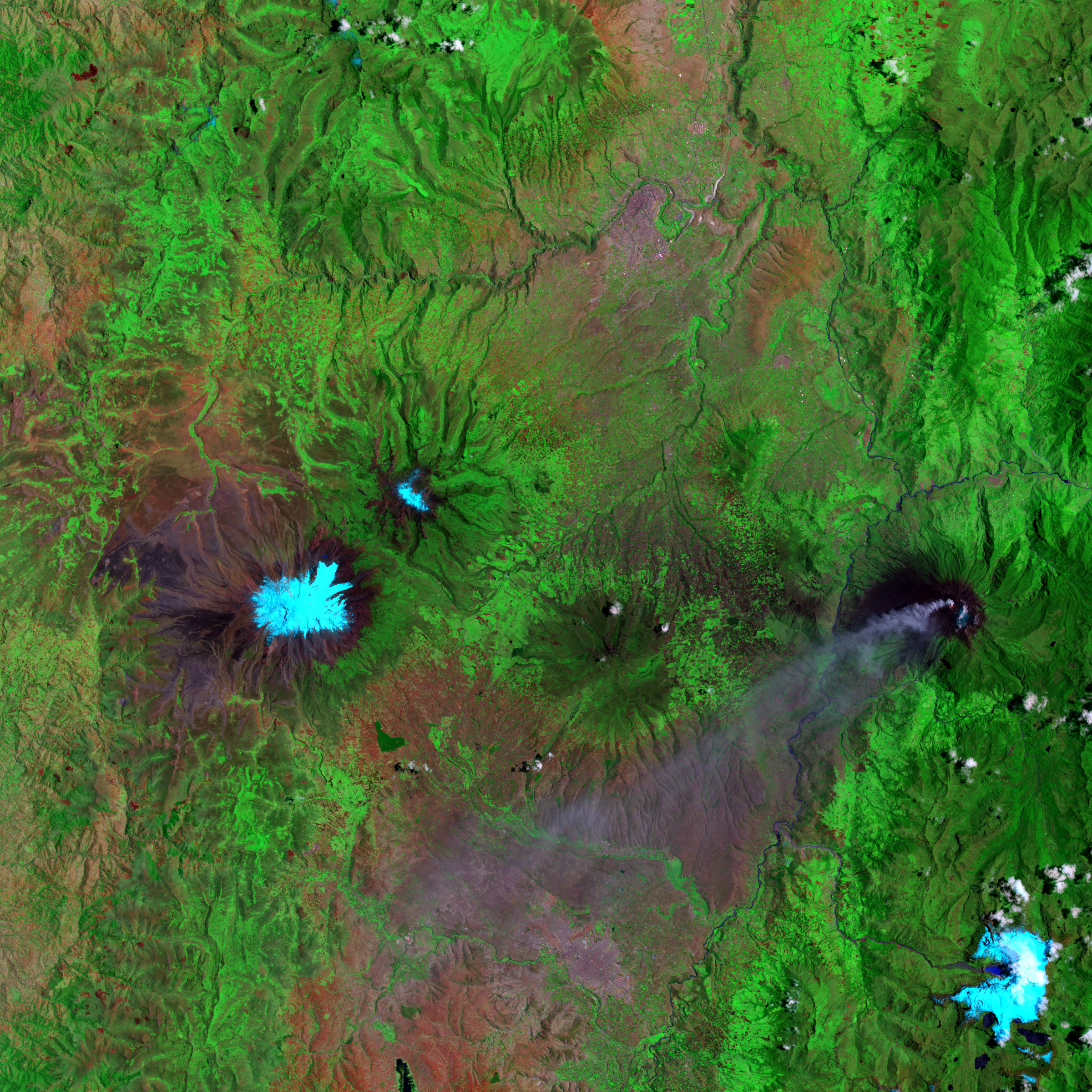
Image satellite (Google Earth) en fausses couleurs du Tungurahua (au centre droit, un panache de cendres s'en échappant) et du Chimborazo (au centre gauche)

L'édifice volcanique actuel (Tungurahua III) est construit à l'intérieur de la caldeira de son prédécesseur (Tungurahua II) qui s'est effondrée il y a environ 3 000 ans. L'édifice original (Tungurahua I) s'est effondré à la fin du Pléistocène.

### Éruptions historiques
Toutes les éruptions documentées du Tungurahua se sont produites dans le cratère sommital et ont été accompagnées de fortes explosions, de nuées ardentes et parfois d'écoulement de lave. Au cours des 1 300 dernières années, le Tungurahua est entré en activité en moyenne tous les 80 à 100 ans, les périodes historiques d'activité majeures ayant été celles de 1640, 1773, 1886 et 1916-1918, en plus de l'éruption actuelle. Des peintures des miracles liés aux périodes éruptives du volcan depuis 1640 sont exposées dans la basilique de Baños.

### Éruptions récentes

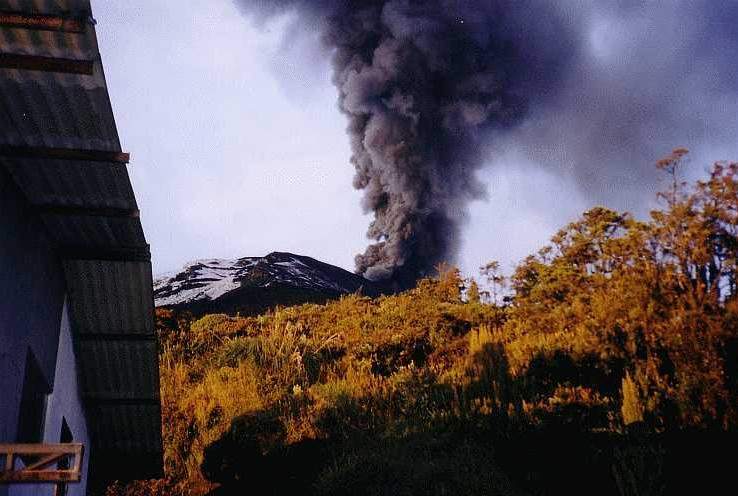
Vue du panache de cendres du Tungurahua depuis le refuge inférieur (2003)

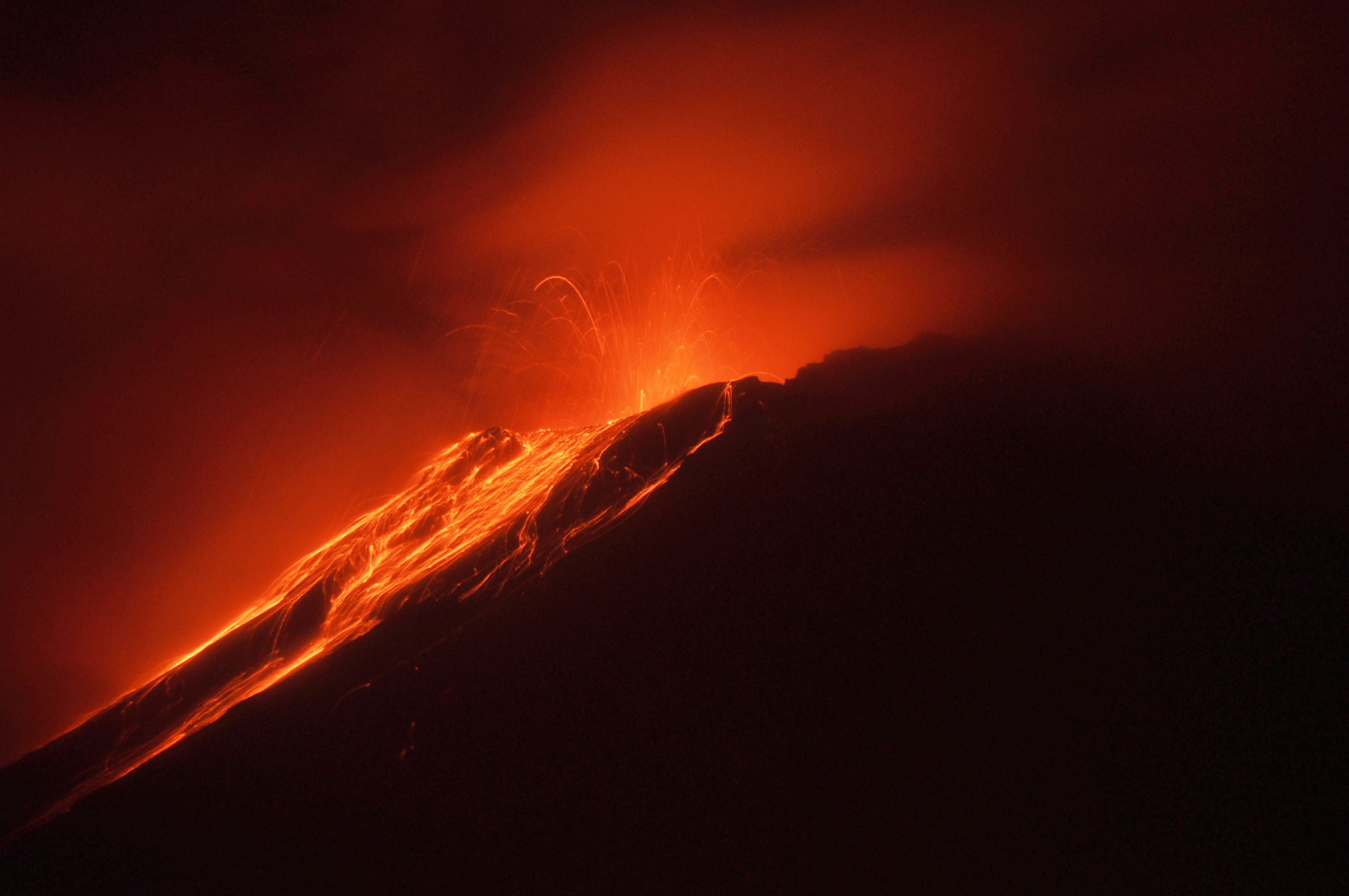
Vue nocturne de l'activité strombolienne du Tungurahua le 29 avril 2011.

Depuis 1999, le Tungurahua est entré dans une phase active. Après les premières éruptions en octobre 1999 qui produisirent d'intenses retombées de cendres et conduisirent à l'évacuation de plus de 25 000 habitants de Baños et des environs, l'activité s'est poursuivie à un niveau variable, en alternant des phases de calme avec des phases d'activité strombolienne à vulcanienne. Les principales conséquences de cette activité ont été des retombées de cendres principalement vers l'ouest du volcan suivant les vents dominants, et la provocation de coulées de débris (lahars) sous l'effet des pluies sur ces dépôts non consolidés. Les retombées de cendres ont périodiquement gêné les activités agropastorales de la région et les coulées de débris ont complètement détruit tous les ponts de la route Baños-Penipe (permettant de relier l'Oriente à Riobamba) sur le flanc ouest du volcan.
À partir de mai 2006, l'activité du Tungurahua s'est considérablement accrue pour culminer par deux violentes éruptions le 14 juillet et les 16-17 août, toutes deux caractérisées par l'émission des premières coulées pyroclastiques (nuées ardentes) depuis 1999 (alors qu'historiquement ce sont des manifestations connues du Tungurahua). L'éruption des 16-17 août fut la plus violente depuis la reprise de l'activité en 1999 et s'est accompagnée d'un panache de cendres de 10 km de haut, qui s'est ensuite étalé sur près de 740 km de long sur 180 km de large, activité accompagnée par l'émission de nuées ardentes qui ont causé la mort de 5 personnes et la destruction de plusieurs hameaux et de routes sur les flancs ouest et nord-ouest du volcan.
L'activité éruptive est faible pendant plusieurs mois, jusqu'en janvier 2010 où un regain d'activité est remarqué, avec des projections importantes de laves et de cendres.
Le 28 mai 2010, le volcan entre en éruption avec une grande explosion projetant de la lave ainsi que de la cendre qui dépasse les dix à douze kilomètres d'altitude. Après une première reprise d'activité avec d'importantes projections de lave et de cendre, l'activité se poursuit avec de fortes et très nombreuses explosions (400 détonations recensées le 31 mai). Les projections de lave reprennent le 31 mai 2010, et l'activité volcanique qui est de niveau élevé continuerait à augmenter selon l'Institut de géophysique (IG) de l'école polytechnique nationale. Plusieurs villages sont évacués, dans un premier temps les villageois puis les troupeaux, et l'activité à Baños, principalement dépendante du tourisme, a fortement diminué. Après quelques mois de baisse d'intensité, l'activité volcanique suscite une nouvelle alerte début décembre 2010.
La crise sismique et les déformations observables depuis février 2011 sur la portion nord-ouest de l'édifice s'accélèrent mi-avril. Le 21 avril 2011, une première explosion provoque des retombées de cendres sur tout le pourtour ouest de l'édifice, jusqu'à un peu moins de 10 km, et notamment sur la ville de Baños, à 8 km au nord. Un périmètre de sécurité de 3 km est installé, alors que l'éruption se développe en mode strombolien la nuit du 21 et le 22 avril 2011. Le 26 avril 2011, une séquence de six explosions majeures produit un panache de cendres qui atteint 12 km d'altitude, avec des retombées importantes dans le secteur nord à nord-ouest. Le 29 avril 2011, des explosions propulsent des blocs plurimétriques jusqu'à plus de 2 km en distance horizontale. Les retombées pyroclastiques sont importantes, qui chargent les bâtiments sous le panache éruptif, et les écoles de la région sont maintenues fermées pour un 3e jour. Le 2 mai 2011, le trémor actif depuis plus d'une semaine persiste continûment alors que l'activité strombolienne au cratère semble marquer une légère diminution, sans explosion majeure, en contraste avec deux-trois événements quotidiens sur les jours précédents. La production de cendres reste malgré tout importante, avec une puissante bouffée dans la matinée, atteignant l'altitude de 4 km. La crainte de lahars devient un souci majeur de protection des populations et des constructions en aval des pentes de l'édifice. L'activité volcanique est relativement continue en 2012 et 2013, avec plusieurs évacuations de populations locales, notamment en août 2012, décembre 2012, juillet 2013, ainsi qu'en février 2014. L'activité reprend en avril 2015.

## Ascension

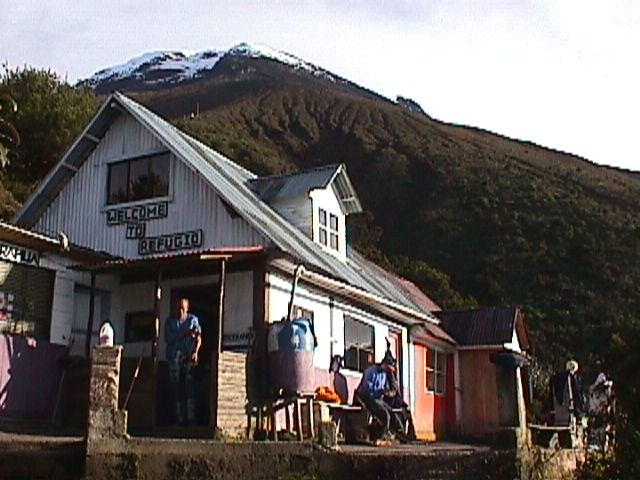
Le refuge Nicolás Martínez, à 3800 m d'altitude, en 1998

L'ascension du Tungurahua est peu difficile, avec un peu de neige au sommet. Les meilleures saisons sont de décembre à janvier et de juillet à août. En période d'activité du volcan, il est fortement déconseillé d'entreprendre l'ascension du Tungurahua. Même l'accès aux refuges est peu recommandé, sachant que les toits de ceux-ci ont été, à plusieurs reprises, perforés par des bombes volcaniques, et que les cratères d'impacts sont nombreux autour des refuges.
L'ascension classique débute au refuge situé à 3 800 m d'altitude, grimpe vers la crête du cratère, se poursuit à l'intérieur de la crête du cratère est et se termine par une marche sur un petit glacier entre le sommet de la crête et le sommet du volcan (4 à 6 heures). Une route alternative consiste à atteindre le sommet à partir du sud, via un campement à la laguna Patococha (3 730 m) et la Cima Minza (4 800 m).
Deux refuges desservent la route principale, le refuge Nicolás Martínez (3 800 m) et un refuge plus récent situé un peu plus bas. Les refuges peuvent être atteints en 3 heures à partir de l'entrée du parc national de Sangay (2 800 m), juste au-dessus de Pondoa.